# Leposavić
Leposavić en serbe latin et Leposaviq en albanais (en serbe cyrillique Лепосавић ; autre nom albanais : Albaniku) est une ville et une commune/municipalité situées au Kosovo. Elle fait partie du district de Mitrovicë/Kosovska Mitrovica. En 1991, la ville intra muros comptait 3 105 habitants et la commune/municipalité 16 395 ; selon des estimations de 2009, la ville comptait 3 702 et la municipalité 13 773. En 2013, l'OSCE, s'appuyant sur des sources municipales, estime la population de la commune à environ 18 900 habitants.

## Géographie
La ville de Leposavić/Leposaviq est située sur les bords de l'Ibar.

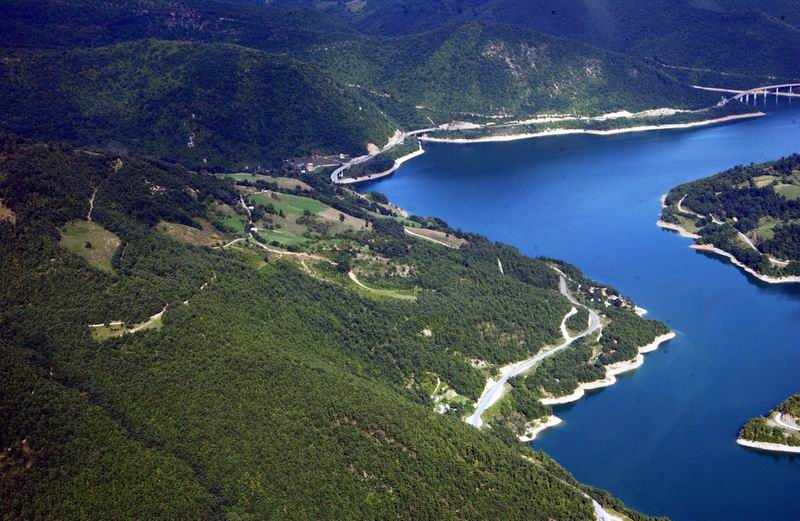
Le lac de Gazivode à Zubin Potok

## Histoire

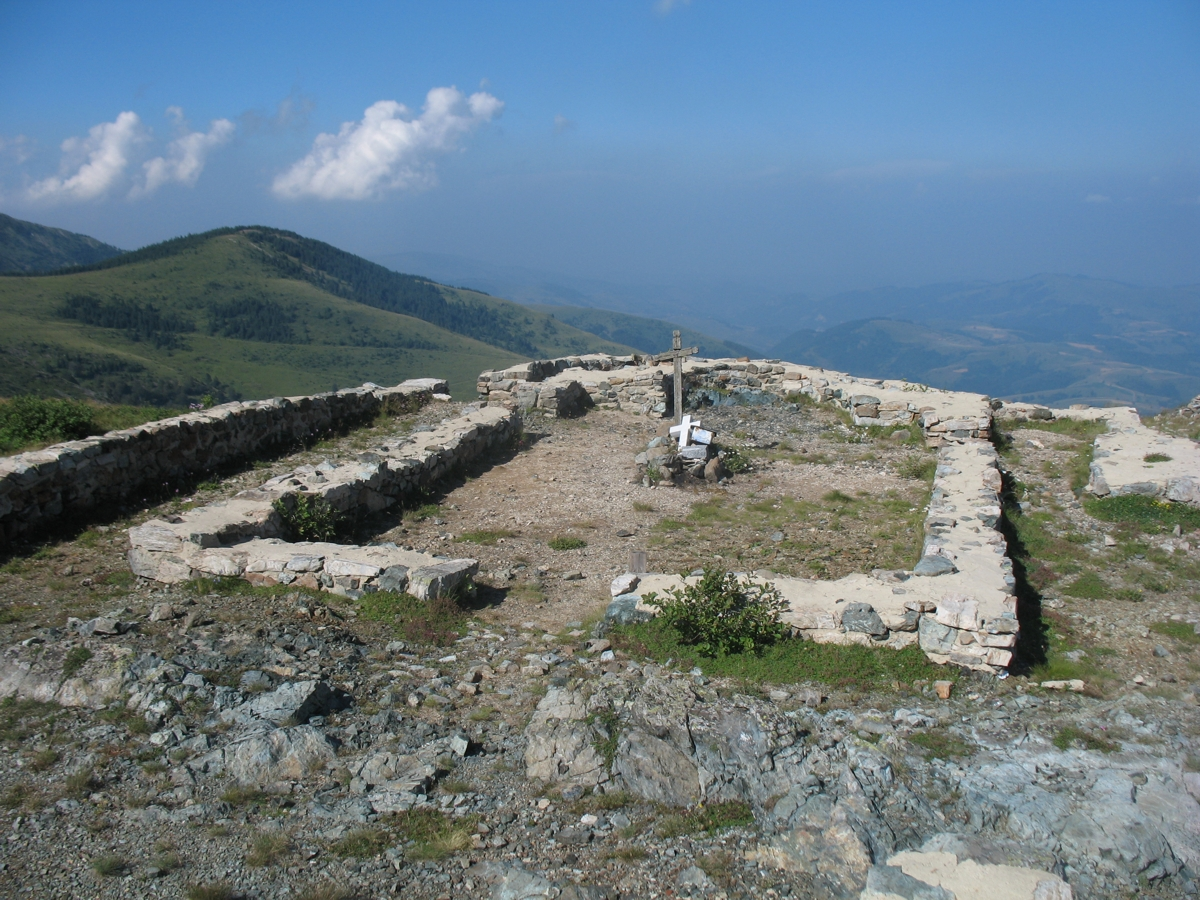
La basilique paléochrétienne de Nebeske Stolice

## Localités

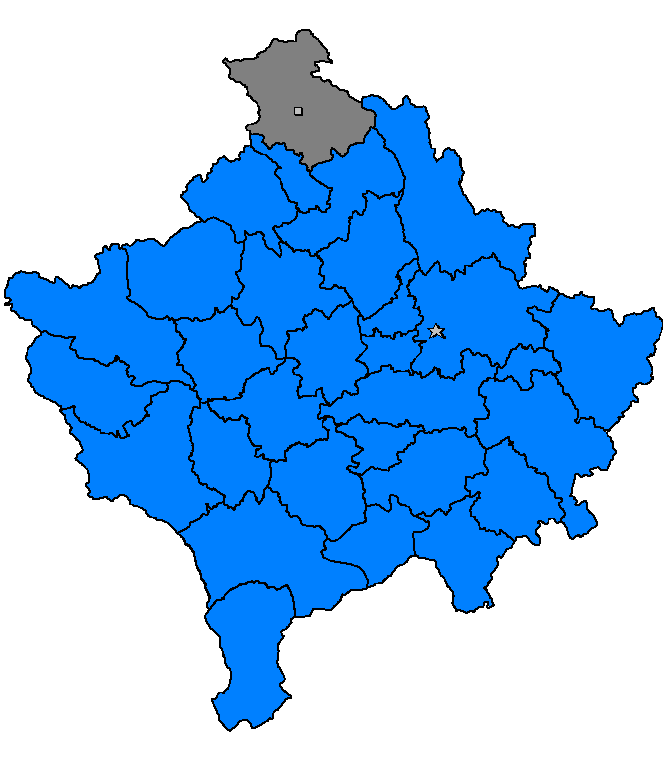
Localisation de la commune/municipalité de Leposavić/Leposaviq au Kosovo

Selon la pratique de l'OSCE, le nom d'un village porte en premier celui donné par la nationalité majoritaire ; pour Leposavić/Leposaviq, il figure le plus souvent en serbe, tandis que le deuxième nom est en albanais. Seules trois localités, à majorité albanaise, présentent un premier nom en albanais puis un second en serbe : Koshtovë/Košutovo, Bistricë e Shalës/Šaljska Bistrica et Cerajë/Ceranja.
| - Bare/Barë - Belo Brdo/Bellobërdë - Beluće/Belluqë - Berberište/Berberishtë - Bistrica/Bistricë - Bistricë e Shalës/Šaljska Bistrica - Borčane/Borçan - Borova/Borovë - Brzance/Bërzancë - Cerajë/Ceranja - Ćirkoviće/Qirkoviq - Crnatovo/Crnatovë - Crveni/Cërven - Desetak - Dobrava/Dobravë - Donje Isevo/Isevë e Ulët - Donji Krnjin/Kërnin i Ulët - Dren | - Duboka/Dubokë - Gnježdane/Gnezhdan - Gornji Krnjin/Kërnin i Epërm - Graničane/Graniçan - Grkaje/Gërkajë - Guvnište/Guvnishtë - Gulije/Guli - Ibarsko Postenje/Postenjë e Ibrit - Jarinje/Jarinjë - Jelakce/Jellakcë - Jošanica/Jashanicë - Kajkovo/Kajkovë - Kamenica/Kamenicë - Kijevčiće/Kijevçiq - Koporiće/Koporiq - Kostin Potok - Koshutovë/Košutovo - Košutica/Koshuticë | - Kruščica/Krushçicë - Kruševo/Krushevë - Kutnje/Kutnjë - Lazine/Llazhinë - Leposavić/Leposaviq - Lešak/Leshak - Lozno/Lloznë - Majdevo/Majdevë - Mekiniće/Mekiniq - Miokoviće/Miokoviq - Mioliće/Mihaliq - Mošnica/Moshnicë - Ostraće/Ostraq - Plakaonica/Pllakanicë - Planinica/Pllaninicë - Popovce/Popoc - Potkomlje/Potomilë - Pridvorica/Pridvoricë | - Rodelj/Rodel - Rucmance/Rucmanc - Rvatska/Rëvatskë - Seoce/Seoc - Slatina/Sllatinë - Sočanica/Soçanicë - Trebiće/Trebiq - Trikose/Trikosë - Tvrđan/Tvërgjan - Ulije/Ulinjë - Vitanoviće/Vitanoviq - Vračevo/Vraçevë - Vuča/Vuçë - Zabrđe/Zabërgjë - Zavrata/Zavratë - Zemanica/Zemanicë - Zrnosek/Zërnosek |

## Démographie

### Villeintra muros

#### Évolution de la population dans la ville
| 1948 | 1953 | 1961 | 1971  | 1981  | 1991  | 2009  |
| ---- | ---- | ---- | ----- | ----- | ----- | ----- |
| 168  | 298  | 410  | 1 191 | 2 384 | 3 105 | 3 702 |

|  |

### Commune/municipalité
| Composition ethnique, y compris les réfugiés                           |          |     |        |      |           |      |      |      |             |
| Année/Population                                                       | Albanais | %   | Serbes | %    | Musulmans | %    | Roms | %    | Total       |
| 1991                                                                   | 1 101    | 6,7 | 14 306 | 87,8 | 600       | 3,7  | 163  | 1,0  | 16 291      |
| Janvier 1999                                                           | 902      | N/D | 15 365 | n.c. | 940       | n.c. | n.c. | n.c. | n.c.        |
| Chiffre courant                                                        | 67       |     | 18 000 |      | 240       |      | 203  |      | env. 18 500 |
| Sources : Recensement yougoslave pour 1991 - OSCE pour les estimations |          |     |        |      |           |      |      |      |             |

En septembre 2009, selon les estimations du HCR et de l'OSCE, la commune/municipalité de Leposavić/Leposaviq comptait environ 18 600 habitants, dont 18 000 Serbes du Kosovo. D'autres petites communautés vivent également dans la région, dont 200 Albanais du Kosovo, dans trois villages du sud de la commune, à Koshutovë/Košutovo, Bistricë e Shalës/Šaljska Bistrica et Cerajë/Ceranja. On y compte aussi 240 Bosniaques, Roms, Ashkalis et Ègyptiens du Kosovo.
À partir de juin 1999, la commune/municipalité a reçu des réfugiés venus de tout le Kosovo. En septembre 2009, on en comptait 2 500, dont une majorité de Serbes vivant principalement dans des logements privés ou chez des parents ; les autres habitent des centres collectifs à Leposavić/Leposaviq et dans les localités de Lešak/Leshak et Sočanica/Soçanicë. L'assemblée municipale a participé activement au retour des Albanais dans les trois villages où ils étaient majoritaires, leurs maisons ayant été reconstruites.

## Politique

### Élections de 2008
La commune/municipalité de Leposavić/Leposaviq fonctionne selon la législation électorale de la république de Serbie. Elle dispose d'une assemblée composée de 31 membres. Aux élections locales serbes de 2008, les sièges se répartissaient de la manière suivante :
| Parti                                   | Sièges |
| --------------------------------------- | ------ |
| Parti radical serbe (SRS)               | 10     |
| Parti démocratique de Serbie (DSS)      | 8      |
| Parti démocratique (DS)                 | 4      |
| Parti socialiste de Serbie (SPS)        | 3      |
| Nouvelle Serbie (NS)                    | 2      |
| Conseil national serbe (SNC)            | 2      |
| Initiative des citoyens de Lešak/Leshak | 2      |

En octobre 2008, le 10 représentants du SRS rejoignent le Parti progressiste serbe (SNS), fondé par Tomislav Nikolić, l'ancien président du SRS, ce qui entraîne l'invalidation des mandats de ces députés, à la fois par la cour du district de Kosovska Mitrovica et par la Commission électorale de la république de Serbie qui restituent les mandats au SRS. Une nouvelle coalition, formée du SRS, du DSS, du SNC et de la liste des citoyens de Lešak/Leshak, dirige Leposavić/Leposaviq. Jovan Miladinović, membre du SRS, devient le président de la commune/municipalité, avec comme vice-président Goran Lazović du DSS. Goran Milićević, membre du DSS, préside l'assemblée municipale et Slaviša Milentijević, membre du SRS, lui sert de vice-président. Aucun Albanais du Kosovo n'est représenté à l'assemblée.
Le 9 juillet 2009, le gouvernement de la Serbie décide de dissoudre l'assemblée et de mettre à la tête de la commune/municipalité un groupe provisoire chargé d'administrer la ville jusqu'à des élections ultérieures ; ce groupe est constitué de cinq membres : Branko Ninić, membre du Parti démocratique (DS), qui en est le président, Saša Vukašinović (DS), Branko Sekulić (SRS), Stana Ilić (G17 Plus) et Radoš Mihajlović (SPS).

### Élections de 2009
À la suite des élections du 29 novembre 2009, les sièges de l'assemblée municipale se répartissaient de la manière suivante :
| Parti                                                     | Sièges |
| --------------------------------------------------------- | ------ |
| Parti démocratique (DS)                                   | 12     |
| Parti progressiste serbe (SNS)                            | 7      |
| Parti démocratique de Serbie (DSS)                        | 4      |
| Parti socialiste de Serbie (SPS) et alliés (PUPS, JS, PV) | 3      |
| Nouvelle Serbie (NS)                                      | 2      |
| Parti radical serbe (SRS)                                 | 2      |
| Mouvement des socialistes (PS)                            | 1      |

Le juriste Dragan Jablanović a été élu président de la municipalité.

## Culture
Leposavić/Leposaviq abrite la Bibliothèque nationale Saint-Sava, le centre culturel Sava Dečanac, le centre culturel et artistique (KUD) Kopaonik. La ville accueille également des établissements culturels en exil, comme la Maison de la culture Saint Sava d'Istok/Istog ou le Théâtre national de Gračanica/Graçanicë.

## Éducation
Leposavić/Leposaviq possède une Faculté de formation des maîtres, qui dépend de l'Université de Pristina.

## Économie
Les installations industrielles de Leposavić/Leposaviq sont fermées ou fonctionnent à capacité réduite. Le taux de chômage de la commune/municipalité est élevé, notamment à cause de la clôture du conglomérat de Trepça/Trepča conglomerate facilities. Le gouvernement municipal a adopté un plan de développement pour 2006-2009, en coopération avec le Bureau des Nations unies pour les services d'appui aux projets (UNOPS), avec la MINUK et le gouvernement italien.
Parmi les entreprises créées dans les années 1960, on peut citer :
- DD Flotacija Kopaonik
- DDO Hrast
- Proleter
- Prva petoletka
- AD Kristal
- AD Žitoprodukt
- ŠG Ibar
- DUP Kopaonik
- JKP 24. Novembar.

La région possède d'importantes ressources sur le plan minier. La mine de Belo Brdo est une des mines de plomb et de zinc les plus importantes du Kosovo ; en 2005, ses réserves étaient estimées à 1 340 000 t de minerais, dont 88 300 t de plomb, 77 000 t de zinc et 131 t d'argent.

## Tourisme
La commune/municipalité de Leposavić/Leposaviq compte un certain nombre de sites ou de monuments protégés :

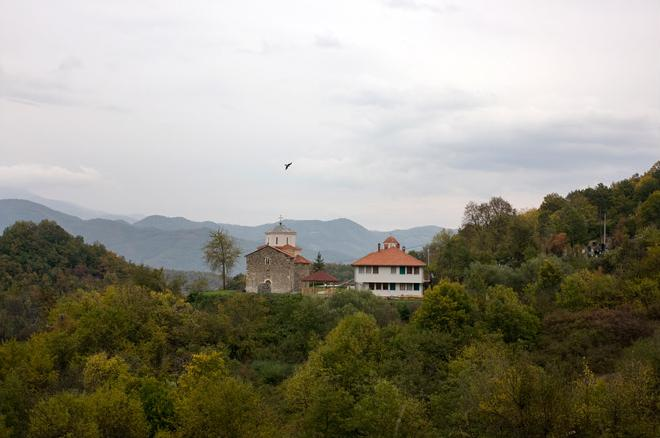
L'église Saint-Côme-et-Saint-Damien de Vračevo/Vraçevë

- le site de Crkvine à Vuča/Vuçë (IIe-IIIe siècles)[7]
- le site de Tvrđane près de Leposavić/Leposaviq (IIe-IIIe siècles)[8]
- le site de la ville romaine de Municipium DD à Sočanica/Soçanicë (IIe-IIIe siècles)[9]
- le site de Galič à Slatina/Sllatinë (Antiquité)[10]
- les ruines du monastère Saint-Constantin-et-Sainte-Hélène de Slatina/Sllatinë (XIIe-XIIIe siècles)[11]
- les ruines de l'église Saint-Constantin-et-Sainte Hélène de Kamenica/Kamenicë (XIVe siècle)[12]
- les ruines de l'église Mramor de Ceranska Reka (XIVe siècle)[13]
- l'église Saint-Côme-et-Saint-Damien de Vračevo/Vraçevë (XIVe siècle)[14]
- l'Église rurale de Kamen à (XIVe siècle)[15]
- les ruines de l'église latine de Gornji Krnjin/Kërnin i Epërm (XIVe-XVe siècles)[16]
- les ruines d'une tour de guet ottomane à Ostraće/Ostraqë (XVe)-XIXe siècle)[17]
- les ruines de l'église du cimetière de Graničane/Graniçan (XVIe-XVIIe siècles)[18]
- les ruines de l'église du cimetière de Jarinje/Jarinjë (XVIe-XVIIe siècles)[19]
- les ruines du cimetière de Kajkovo/Kajkovë (XVIe-XVIIe siècles)[20]
- les ruines de l'église du cimetière de Dren/Dren (XVIIe-XVIIIe siècles)[21]
- les ruines de l'église du cimetière de Pridvorica/Pridvoricë (XVIIe-XVIIIe siècles)[22]
- les ruines de l'église de Vuča/Vuçë (XVIIe-XVIIIe siècles)[23]
- les ruines de l'église du cimetière d'Ostraće/Ostraq (?)[24]
- les ruines de l'église de la Décollation-de-Saint-Jean-Baptiste de Sočanica/Soçanicë (1862)[25]
- le mémorial de 1914-1917 à Jošanica/Joshanicë (XXe siècle)[26]
- Quatre stèles à Jošanica/Jashanicë (?)[27]
- Deux bunkers à Pridvorica/Pridvoricë, (1941)[28]